# 熱帶風暴溫比亞
熱帶風暴溫比亞（英語：Tropical Storm Rumbia，國際編號：1818，聯合颱風警報中心：WP212018，為2018年太平洋颱風季第18個被命名的風暴。「棕櫚」一名由馬來西亞提供，是一種盛產西米的棕櫚樹——硕莪树，通常生長於河岸、沼澤或近水的地方。风暴西行进入杭州湾后北上登陆上海，是1949年以来海上西行直接登陆上海的第5个台风。也是继安比、云雀之后，1个月内第3个直接登陆上海的台风，是1873年有气象记录以来首次。
因應「棕櫚」對中國的嚴重破壞，中國提出除名的要求，並於2019年2月舉行的第51次颱風委員會會議上獲該會接納。在次年第52次世界氣象組織颱風委員會會議中通过由「普拉桑」取代。

## 氣象歷史
一個低壓區於8月12日在台灣東南方海域形成，美國海軍研究實驗室給予熱帶擾動編號98W。由於沒有引導氣流，所以該系統一直緩慢向北行，並移向琉球群島一帶。
聯合颱風警報中心對其於1日內發展成熱帶氣旋的機會評級為「低」，並在8月14日把上述機會提升至「中」，不久後升至「高」，並發出熱帶氣旋形成警報。日本氣象廳在8月14日將其升格為熱帶低氣壓。聯合颱風警報中心在8月15日上午10時把此系統升為熱帶低氣壓，給予熱帶氣旋編號21W。不久後，日本氣象廳對其發佈烈風警告，表示該系統在1日內有機會增強為熱帶風暴。下午12時30分，日本氣象廳將此系統升格為熱帶風暴，並命名為溫比亞，給予國際編號1818。聯合颱風警報中心也在晚間把溫比亞升為熱帶風暴，當時溫比亞位於沖繩附近。
受到強烈風切變影響，溫比亞的深層對流向東切離，低層環流中心暴露。熱帶氣旋麗琵橫過日本九州後，讓出空間予副熱帶高壓脊向西延伸，因此溫比亞開始採取西北偏西的路徑，時速約15公里，移向上海一帶。香港天文台和中國國家氣象中心在下午2時升為熱帶風暴，臺灣中央氣象局也在晚上8時升為輕度颱風。由於風切變在8月16日開始減弱，溫比亞開始把深層對流捲入中心，成功修復原先外露的低層環流中心和開始填補西面環流，令國家氣象中心在同日晚上9時升為強熱帶風暴。
8月17日凌晨，中國國家氣象中心宣布溫比亞在上海浦東新區南部登陸。地形摩擦使溫比亞上岸後減弱，聯合颱風警報中心在上午11時對溫比亞發出最後警告。8月18日早上10時05分，日本氣象廳將其降格為熱帶低氣壓。8月20日，溫比亞進入渤海，被中國國家氣象中心重新升格為熱帶風暴。8月21日凌晨，中國國家氣象中心認為溫比亞已經轉化為溫帶氣旋。

## 影響

### 中国大陆
当地发布之最高台风预警信号： 颱風黃色預警信號
温比亚以每小时10-15公里的速度向西偏北方向移动，强度缓慢加强，为此國家氣象中心发布台风黄色预警，当时温比亚位于浙江舟山偏东方约250千米，同时国家防总启动重大气象灾害（台风）四级应急响应。温比亚在8月17日风暴西行进入杭州湾后，北上登陆上海，之后将为浙江、上海、江苏、安徽、湖北、河南、山东等地带来风雨。溫比亞是1949年以来海上西行直接登陆上海的第5个台风。也是继安比、云雀之后，1个月内第3个直接登陆上海的台风，是1873年有气象记录以来首次，同时也打破了历年登陆华东地区台风数量的纪录。此后温比亚在18日早晨5时移入河南固始，中央气象台同时改发台风蓝色预警。

#### 上海

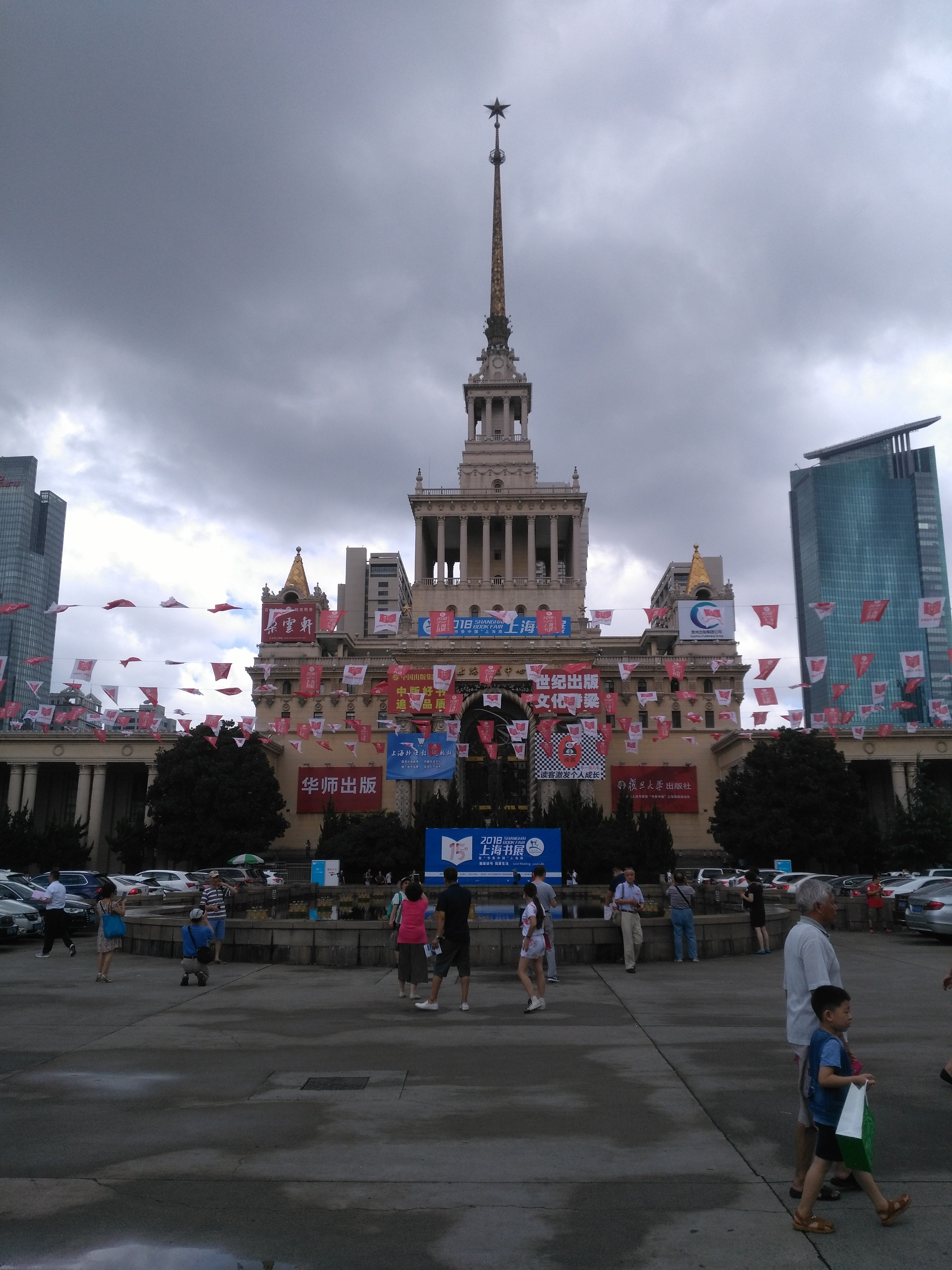
上海展览中心在温比亚登陆前的天气

当地发布之最高台风预警信号： 颱風黃色預警信號
温比亚仍位于浙江省舟山市海域时，预测路径已直指上海附近。上海中心气象台在8月15日晚上8时发布台风蓝色预警信号，后在8月16日中午12时更新为台风黄色预警信号，同时启动台风三级应急响应。8月17日凌晨，中國國家氣象中心宣布溫比亞在上海浦東新區南部登陸，是1949年以来海上西行直接登陆上海的第5个台风。也是继安比、云雀之后，1个月内第3个直接登陆上海的台风，是1873年有气象记录以来首次。受其影响，上海长江大桥、东海大桥临时封闭，部分高速公路采取限速措施。随着温比亚逐渐远离上海，上海中心气象台于8月17日下午3时解除台风黄色预警信号。

#### 江苏
当地发布之最高台风预警信号： 颱風黃色預警信號

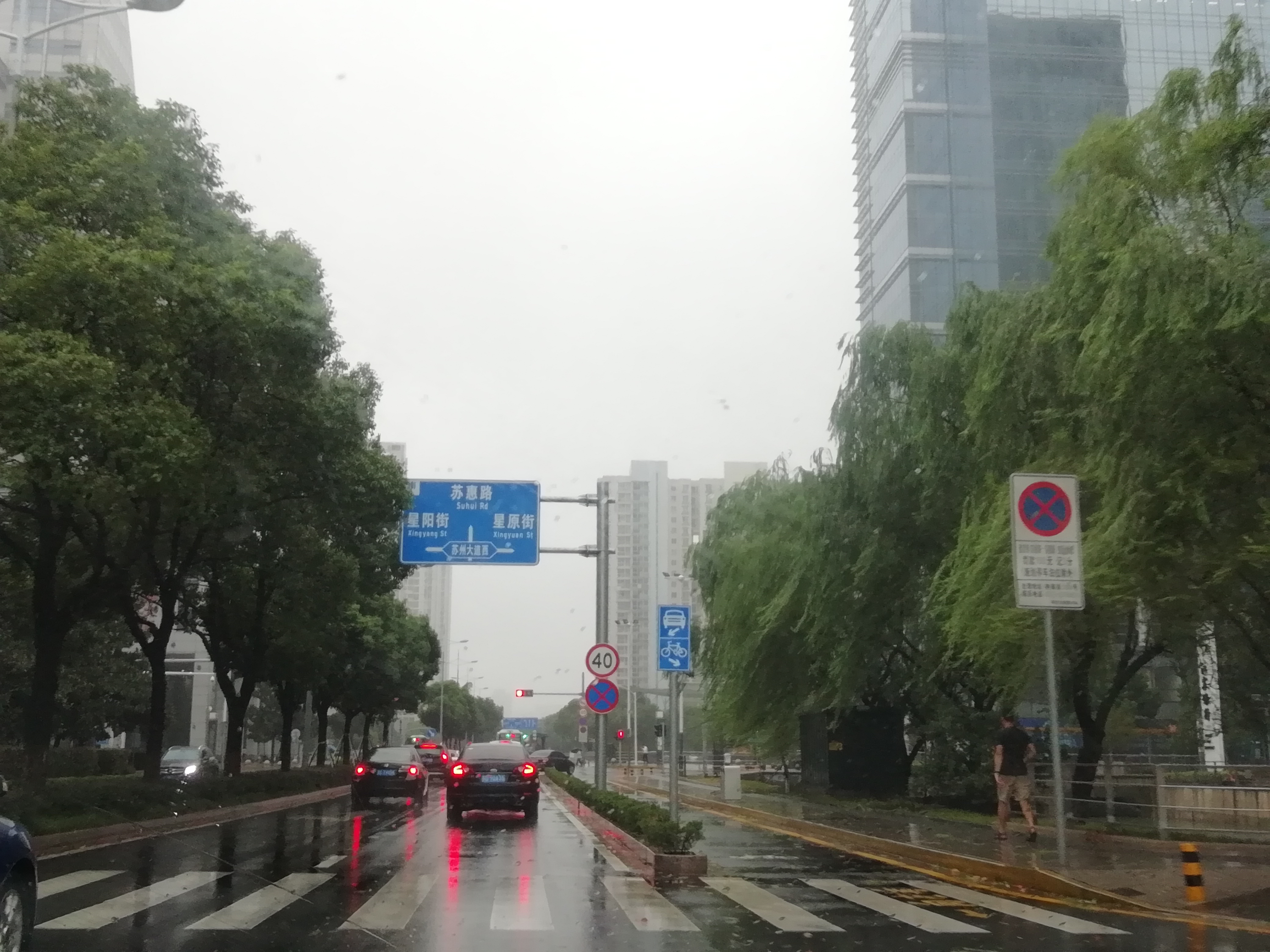
苏州市在温比亚吹袭期间的天气

江苏省气象台在8月16日上午7时16分发布台风蓝色预警信号，后于同日下午4时30分更新为台风黄色预警信号，同时启动重大气象灾害（台风）四级应急响应。温比亚于8月17日上午9时进入太湖湖面，以每小时30公里左右的速度向西偏北方向移动，强度逐渐减弱。受其影响，苏通大桥出现一根斜拉索阻尼器断裂的情况，大桥暂时封闭。在温比亚进入河南后的8月17日至19日，徐州市出现区域性强降雨天气，截至19日下午2时，已致7人死亡、18人受伤，同时致使部分民房损坏倒塌、公共设施受损、在田农作物受灾，部分河流超出警戒水位。

#### 安徽
当地发布之最高台风预警信号： 颱風藍色預警信號
安徽省气象台在8月16日发布台风蓝色预警信号，同时启动重大气象灾害（台风）四级应急响应。受此影响，截至8月20日，安徽192.57万人受灾，3万人被紧急转移安置，12人死亡，1人失踪，13人受伤，农作物受灾面积268.77千公顷，倒塌损坏房屋1486户5844间，直接经济损失18.37亿元人民币。

#### 河南
温比亚给豫东地区的商丘市、周口市带来强降水，多地气象站录得破历史极值的24小时降水量，其中商丘市区24小时录得363.6毫米的降水，打破了1957年的极值，几近当地年降水量的一半。河南省局地累积过程雨量超过500毫米。截至8月19日，河南492.1万人受灾，紧急转移安置9114人，房屋倒塌85户121间，严重损坏383户425间。

#### 山东
8月19日至20日，山东弥河流域经历特大暴雨，青州、临朐的冶源水库、淌水崖水库、黑虎山水库据报未有向下游地区预警与疏散下直接泄洪，令弥河寿光段遭遇自1974年以来最大洪峰，寿光沿岸多个村庄遭遇河水倒灌，大量民居、农田、大棚及养殖场等损失惨重。在一份特急传真电报中，寿光市防汛抗旱指挥部办公室向沿河街道、乡镇转发了来自潍坊市的通知。按该通知，黑虎山水库自19日8时起、冶源水库自9时起、嵩山水库自10时起，将各自加大泄洪流量至100、200、320立方米每秒。但据山东省防汛抗旱总指挥部引用的一份泄洪资料，至19日夜间，黑虎山水库出库流量已达最大960立方米每秒；而冶源水库也在20日凌晨达到出库最大流量698立方米每秒。省防总发言人林荣军称，冶源水库在当夜入库流量最大时（1730立方米每秒）已经尽最大努力承担拦洪风险，调低了出库流量至400立方米每秒；寿光段的洪水也有海水涨潮、排水不畅的原因。8月21日，潍坊市防汛抗旱指挥部通知冶源、嵩山、黑虎山三水库自18时15分起停止泄洪。但之后又迫于洪水压力允许黑虎山水库酌情小流量泄洪。
截至27日21時，山东全省508.9萬人受災，26人死亡，1人失蹤。

#### 辽宁
受溫比亞影响，辽宁于8月19日至20日上午出现强降雨天气，其中沈阳、大连、抚顺等地出现暴雨，大连地区最大降水量达到250毫米。截至20日13时，辽宁全省4座水库超汛限水位，其中葠窝水库超汛限1.79米。台风登陆期间，中船重工七六〇所党委委员、副所长、研究员黄群、七六〇所某试验平台负责人宋月才、七六〇所某试验平台机电长姜开斌在紧急前往码头抗险的过程中不幸罹难。

## 名称退役
由于溫比亞在中國大陸造成災難性破壞。為此颱風委員會決定將「棕櫚」除名，新名稱由「普拉桑」取代。

## 熱帶氣旋警告使用紀錄

### 中國大陸
| 国家气象中心 颱風預警信號 | 国家气象中心 颱風預警信號 | 国家气象中心 颱風預警信號 |
| ------------------------- | ------------------------- | ------------------------- |
| 上一熱帶氣旋              | 颱風黃色預警信號          | 下一熱帶氣旋              |
| 摩羯 強烈熱帶風暴麗琵     | 颱風黃色預警信號          | 熱帶性低氣壓WP242018      |
| 強熱帶風暴麗琵            | 颱風藍色預警信號          | 強颱風蘇力                |

## 外部連結
- （日語）日本氣象廳首頁（页面存档备份，存于）
- （英文）美國聯合颱風警報中心首頁（页面存档备份，存于）
- （简体中文）中央氣象台首頁
- （繁體中文）中央氣象局首頁（页面存档备份，存于）
- （繁體中文）香港天文台首頁（页面存档备份，存于）
- （繁體中文）澳門地球物理暨氣象局首頁（页面存档备份，存于）
- （英文）菲律賓大氣地球物理和天文管理局首頁（页面存档备份，存于）